# Ка деј Павери (Пјаченца)
Ка деј Павери је насеље у Италији у округу Пјаченца, региону Емилија-Ромања.
Према процени из 2011. у насељу је живело 12 становника. Насеље се налази на надморској висини од 159 м.